# THE WEEK
『THE WEEK』（ザ・ウィーク）とは、1989年4月1日から1998年3月28日までフジテレビ（ローカルセールス枠）で放送されていた報道番組・情報番組。

## 概要
本番組が開始する2年半前から放送されているTBSの『関口宏のサンデーモーニング』の成功を受けて、当時の鹿内宏明会長の肝いりで放送を開始した。2012年3月まで同枠で続く土曜日午前の情報番組路線の元祖といえる。1992年4月4日から、放送時間は85分となった。
1998年3月いっぱいで放送終了し、9年間の歴史に幕を下ろした。
1989年11月頃まで手書きのテロップを使用していたが、1989年12月頃からワープロのテロップを使用した（『おはよう!ナイスデイ』『タイム3』『生島ヒロシのおいしいフライパン』なども同様）。

## 放送時間
- 1989.04.01 - 1992.03.28…土曜日10:00 - 10:55（JST、55分）
- 1992.04.04 - 1998.03.28…土曜日10:00 - 11:25（JST、85分）

## 総合司会
| 期間      | 期間      | 男性                  | 女性       |
| --------- | --------- | --------------------- | ---------- |
| 1989.4.1  | 1991.9.28 | 佐々木信也            | 東ちづる   |
| 1991.10.5 | 1996.3.30 | 向坂樹興              | 麻木久仁子 |
| 1996.4.6  | 1996.9.28 | ラサール石井 笠井信輔 | 麻木久仁子 |
| 1996.10.5 | 1998.3.28 | 青嶋達也              | 麻木久仁子 |

- 麻木の産休中は向坂のみで進行した。

## コメンテーター
- 舛添要一
- 早坂茂三
- 木村晋介
- 角盈男
- 猪瀬直樹
- 田口光久

## テーマ曲
- T-SQUARE「CHASER」
- 高中正義「BLUE SHARK」
- 佐藤博「約束」（1996年12月～番組終了まで）

## スタッフ
1992年当時の番組スタッフ
- ナレーター：森功至、渡辺友里江、鈴木渢
- ロケ技術：共同テレビ
- タイトルロゴ：吉川友子
- ディレクター：原田冬彦、谷山雄次郎、丸山雅史、川村隆弘、鈴木鉄平
- プロデューサー：西上均
- 制作著作：フジテレビ

## 放送局
特筆の無い限り全て同時ネット。
- フジテレビ（制作局）
- 北海道文化放送[3]
- 岩手めんこいテレビ（1991年4月開局から）
- 仙台放送[4]
- 山形テレビ[5]（1992年1月から1993年3月まで、現在はテレビ朝日系列）→さくらんぼテレビ[6]（1997年4月開局から）
- 福島テレビ
- 長野放送
- 福井テレビ[7]
- 東海テレビ
- 岡山放送
- テレビ新広島
- 高知さんさんテレビ（1997年4月開局から）
- テレビ西日本
- テレビ長崎
- テレビ熊本